# Russell J. Hemley
Russell Julian Hemley (* 26. Oktober 1954 in Berkeley, Kalifornien) ist ein US-amerikanischer Geophysiker, Festkörperphysiker und Physikalischer Chemiker.

## Leben
Hemley wuchs in Kalifornien, Colorado und Utah auf. Er studierte Chemie und Philosophie an der Wesleyan University mit dem Bachelorabschluss 1977 und Physikalische Chemie an der Harvard University, an der er 1980 seinen Masterabschluss machte und 1983 bei Veronica Vaida mit der Arbeit Studies of vibronic excitations in conjugated molecules promoviert wurde. Als Post-Doktorand war er an der Harvard University und war ab 1986 als Carnegie Fellow am Geophysical Laboratory der Carnegie Institution in Washington D.C. 1987 wurde er festes Mitglied des Labors, dessen Direktor er später wurde.
1991/92 war er Gastwissenschaftler an der Johns Hopkins University und 1996 an der École normale supérieure de Lyon.
Hemley untersucht die Eigenschaften von Materie unter hohen Drucken mit Anwendungen in Geophysik, Geochemie und Planetologie, aber auch Anwendungen in der Festkörperphysik (zum Beispiel Wasserstoff unter Drücken im Megabar Bereich, Erzeugung neuartiger Supraleiter, magnetischer Strukturen, Gläser und superharte Materialien unter hohen Drucken) und Chemie (neue Verbindungen unter hohen Drucken). Dabei arbeitet er experimentell (Erzeugung hoher Drucke mit Diamantstempelzellen und spektroskopische Verfahren dazu) und theoretisch, wobei er auch die experimentellen Methoden (mikroskopische Laser-optische und Röntgenbeugungs-Analyse in situ, Synchrotronstrahlungsquellen) entwickelte. Dabei arbeitete er mit Ho-kwang Mao zusammen in der stetigen Erweiterung des Druckbereichs bis hin zu Bedingungen im Erdkern: 1975 erreichten sie 0,6 Megabar für Studien im tieferen Erdmantel, 1976 überschritten sie 1 Megabar (Studien der Grenze Erdkern-Mantel), 1984 über 2 Megabar und waren damit im Bereich des Erdkerns. Sie untersuchten nicht nur Mineralien wie sie im Erdinnern vorkommen, sondern auch Gase und Flüssigkeiten zur Simulation der Bedingungen innerhalb der großen Gasplaneten Jupiter, Saturn. Insbesondere untersuchten sie auch das Verhalten von Wasserstoff bei hohem Druck im Megabar Bereich.
Er veröffentlichte über 490 Arbeiten als Autor und Ko-Autor.
2005 erhielt er mit Ho-kwang Mao den Balzan-Preis für Mineralphysik und 2009 den Bridgman Award. Er ist Fellow der American Academy of Arts and Sciences, der National Academy of Sciences (2001), der American Geophysical Union und der American Physical Society. Er ist seit 2003 Mitglied der JASON Defense Advisory Group.